# Ciao amore, ciao
«Ciao amore, ciao» (pronunciación en italiano: /ˈt͡ʃao aˈmo.re ˈt͡ʃao/; en español: «Adiós amor, adiós») es una canción compuesta por el cantautor italiano Luigi Tenco e interpretada, en versiones distintas, por Tenco y Dalida. Fue interpretada por ambos durante la fase preliminar del Festival de la Canción de Sanremo de 1967.

## Contexto

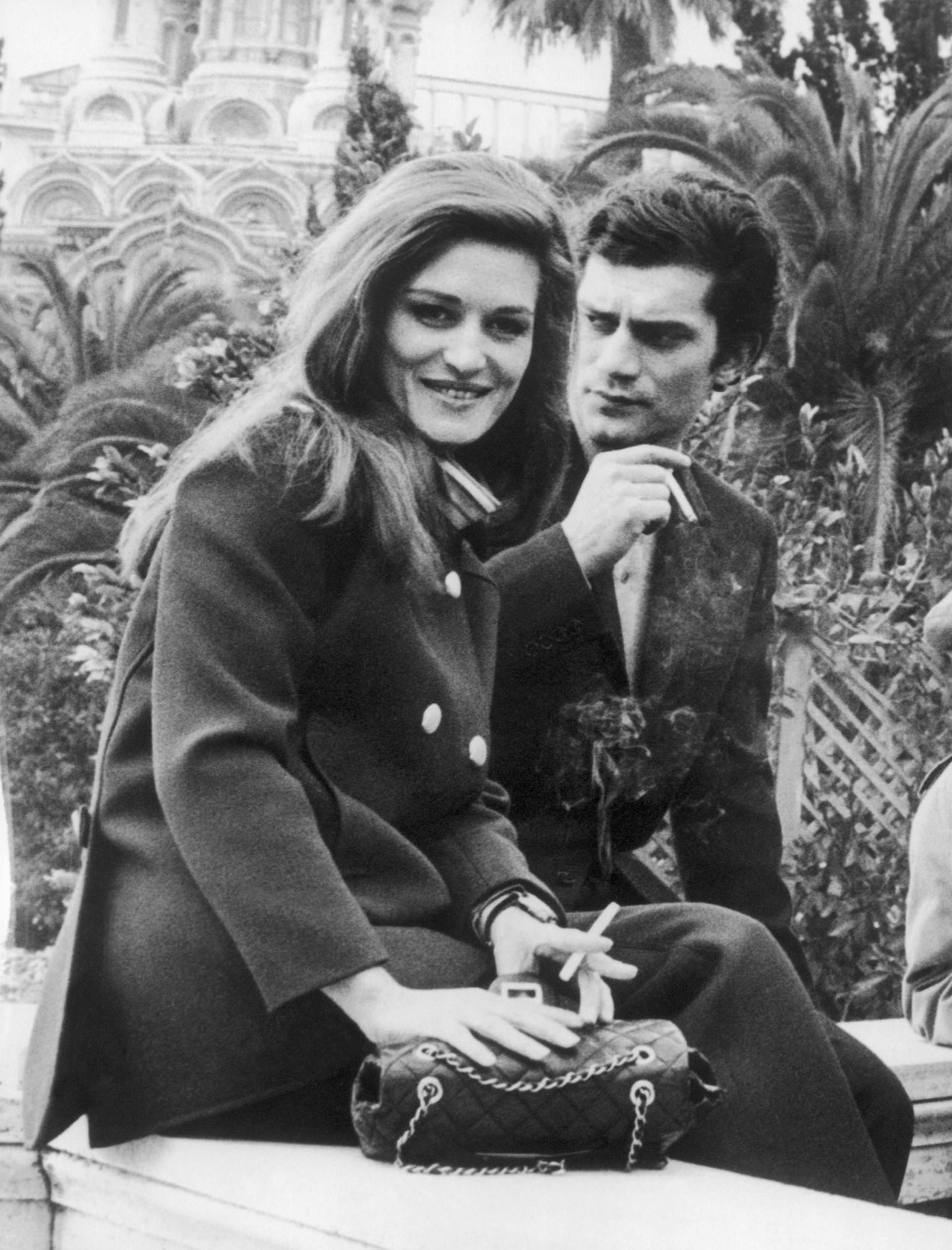
Dalida y Luigi Tenco, intérpretes de la canción, en enero de 1967.

### Grabación
La idea de grabar a canción junto a Dalida surgió en París tras el verano de 1966, poco después de que ambos se coneciesen. Originalmente, el título de la canción era «Ciao amore», pero cambió unas semanas antes del Festival de la Canción de Sanremo por razones legales.

### Festival de la Canción de Sanremo 1967
Dalida y Luigi Tenco interpretaron la canción, uno después del otro, en el Festival de la Canción de Sanremo 1967. El sencillo fue publicado poco antes del certamen, a principios de año, en italiano por ambos cantantes, y en alemán y francés por Dalida (con letra de Ernst Bader e Pierre Delanoë, respectivamente).
El 27 de enero de 1967, tras no ser seleccionada para la fase final del festival, Tenco fue encontrado muerto por Dalida en su habitación de hotel junto a una nota en la que, supuestamente, explicaba las razones de su suicidio: «Hago esto [...] como acto de protesta contra un público que manda “Io, tu e le rose” a la final y una comisión que selecciona “La rivoluzione”».